# Râul Dârjov
Râul Dârjov este un curs de apă, afluent al Oltului.